# Aurèle Nicolet
Aurèle Nicolet (Neuchâtel, 22 de enero de 1926-29 de enero de 2016, Friburgo de Brisgovia, Alemania) fue un flautista suizo.

## Biografía
Nació el 22 de enero de 1926 y falleció el 29 de enero de 2016 en Alemania
Aurèle Nicolet estudió en Zúrich con Andrè Jaunet y en el Conservatorio de París con Marcel Moyse. Concluyó sus estudios en 1947 obteniendo el Primer Premio del Conservatorio de París. Ese mismo año debutó como concertista y ganó el primer premio del concurso internacional de Ginebra. Durante dos años, fue flauta solista de la Orquesta de la Tonhalle de Zúrich. En 1950 accedió al puesto de flauta solista en la Orquesta Filarmónica de Berlín, puesto en el que permaneció hasta el año 1959. Como docente, ejerció su labor en el Conservatorio Superior de Berlín desde 1953 hasta 1965. Dirigió la clase de flauta en el Conservatorio Superior de Friburgo hasta el año 1981. En 1967 publicó su Método para flauta.
Falleció a los 90 años de edad Friburgo de Brisgovia, Alemania.

## Alumnos destacados
- Emmanuel Pahud
- Sharon Bezaly
- Valeria Batson
- Felix Renggli